# S22HT
S22HT (エス にいにい エイチティ) は、イー・モバイルの通話および無線通信サービス向けに供給されるHTC製Pocket PCである。

## 概要
HTC S740がベース機となった、スライド式QWERTYキーボード装備の端末。イー・モバイル向け音声端末としては初めて、UMTSローミングに対応している。